# Cylloceria invicta
Cylloceria invicta är en stekelart som beskrevs av Rossem 1987. Cylloceria invicta ingår i släktet Cylloceria och familjen brokparasitsteklar. Inga underarter finns listade i Catalogue of Life.